# Chicunahuápan
Chicunahuápan (del náhuatl: chihunahuapan ‘desde las nueve aguas’‘chicu, cinco; nahui, cuatro; alt, agua, pam, desde’) en la mitología mexica es usualmente considerado como el noveno estrato subterráneo del inframundo, valle lleno de nueve hondos ríos previos al recinto sagrado de los señores de la muerte, Mictlantecuhtli y Mictecacíhuatl, o en ocasiones, parte del octavo estrato subterráneo del inframundo, Itzmictlán Apochcalocán, previo al noveno estrato, el Mictlán.